# Circe Effect
El Efecto Circe o Circe Effect fue propuesto por William P. Jenks, un enzimólogo que acuñó el término para definir la utilización de las fuerzas atractivas como señuelo para que un sustrato entre en el centro activo de un enzima, el cual sufre una transformación de su estructura.
El nombre proviene de Circe, diosa de la mitología griega que atrajo con engaños a los hombres de Ulises a su casa, donde los transformó en cerdos.